# Eslaus meridionals
Els eslaus meridionals o sud-eslaus són la ramificació del sud dels pobles eslaus que viuen a la península Balcànica: Bulgària i els estats de l'antiga Iugoslàvia.
Geogràficament, els eslaus meridionals són nadius de Pannònia, els Alps orientals i la península Balcànica, i parlen llengües eslaves meridionals.
Amb una població propera als 35 milions, el grup inclou búlgars i macedonis a l'est, i serbis, croats, bosnians, eslovens i montenegrins per l'oest.

## Història
La ràpida i dramàtica desaparició de l'estat iugoslau a la fi del segle xx —i de la qual encara en perduren focus en el XXI— causà una fonda commoció a tot el món, però especialment a Europa, on moltes persones no s'explicaven com tals atrocitats podien produir-se en la culta i civilitzada Europa finisecular.
Per poder interpretar el que succeïa, cal rastrejar en la història d'Europa, ja que el terme Iugoslàvia no es refereix només a aquest estat, sinó que és una denominació de caràcter cultural i geogràfica (la part occidental de la península Balcànica on van viure, i viuen, els eslaus meridionals, que és el que significa el terme Iugoslàvia, en croat, serbi i eslovè Jugoslavija, en macedoni i serbi ciríl·lic Југославија: es tradueix com 'Eslàvia del sud' o 'país dels eslaus del sud'.
Després de la mort del mariscal Tito al 1980, i enmig d'una greu crisi econòmica, les tensions entre els pobles de l'estat cresqueren. Després de l'ascens de partits nacionalistes al poder a Sèrbia, dues de les seues repúbliques constituents (Eslovènia i Croàcia) declararen la independència el 1991, a les quals seguirien Macedònia del Nord i Bòsnia i Hercegovina a l'any següent, no sense hostilitat per part de Sèrbia. El 1991 la tensió entre les diferents repúbliques derivà en el sagnant conflicte conegut com a Guerra de Iugoslàvia (o guerres iugoslaves).
Les repúbliques que decidiren romandre en la federació substituïren al 1992 la República Federal Socialista de Iugoslàvia per la nova República Federal de Iugoslàvia, integrada només per Montenegro i Sèrbia, que abandonà també el sistema socialista, com abans havien fet les altres repúbliques independitzades.
La minoria ètnica albanesa al sud de Sèrbia fou també font de tensió (i encara ho és) i, davant els enfrontaments de l'exèrcit iugoslau amb la guerrilla kosovar, transformada en Exèrcit d'Alliberament de Kosovo (UÇK), quan aquest territori encara era oficialment part de Sèrbia, declarà la independència el 22 de setembre de 1991, no reconeguda per tots els estats, i hi hagué intervenció estrangera (la denominada Guerra de Kosovo). Després del bombardeig de l'OTAN a la República Federal de Iugoslàvia, acabada la guerra, a partir de 1999, l'administració del territori kosovar restà, temporalment, a càrrec de l'ONU i, per mandat del Consell de Seguretat, quedà a mans de la Missió d'Administració Interina de les Nacions Unides a Kosovo (MINIURSO) i de l'OTAN.
L'estatus de Kosovo, però, és motiu de controvèrsia. Sèrbia considera que Kosovo és una província autònoma dins del seu territori, conforme a la seua constitució i amb la Resolució 1244 del Consell de Seguretat de les Nacions Unides. Per això, el govern serbi no intervé directament en l'administració d'aquest territori des de 1999. El nou govern provisional de Kosovo declarà unilateralment, una altra vegada, la independència el 17 de febrer de 2008 (amb el suport tàcit dels Estats Units i de part de la Unió Europea), i instaurà la República de Kosovo. Sèrbia, Rússia, l'estat espanyol i altres no acceptaren aquest fet unilateral ni reconeixen la República de Kosovo com a estat sobirà.
Després de l'aprovació i promulgació de la Carta Constitucional de Sèrbia i Montenegro per l'Assemblea de la República Federal de Iugoslàvia el 4 de febrer de 2003, la República Federal de Iugoslàvia passà a ser la unió d'estat de Sèrbia i Montenegro. El 21 de maig de 2006, en un plebiscit, el 55,5% de la població recolzà la independència de Montenegro, proclamada el 3 de juny de 2006.

## Prehistòria i història antiga

### Els orígens

#### Il·líria
Il·líria és una antiga regió històrica d'Europa que, en la seua extensió màxima, incloïa la part occidental de la península Balcànica, a la costa oriental de la mar Adriàtica, on hui són Croàcia, Sèrbia, Bòsnia, Montenegro i Albània.
Els primers signes de grups de població fixos, tot i escassos, al territori del que fou Iugoslàvia, es remunten al Paleolític inferior, com ho demostren els jaciments de Montenegro, nord de Bòsnia, Croàcia i Eslovènia.
En el Neolític hi florí una cultura agrícolaramadera, la cultura danubiana, estesa a Sèrbia i Bòsnia, que s'enriquí amb diferents aportacions en l'edat del bronze. Aquesta cultura presenta els centres més importants a Starcevo, en què la ceràmica està decorada amb motius geomètrics en espiral; Vicla, obra de comunitats agrícoles relativament estables que té una ceràmica prou diversificada, com estàtues i vasos antropomorfs i, finalment, Butmir, a Bòsnia, amb ceràmica decorada amb meandres i espirals.
A la primeria de l'edat del ferro s'estengué per Bòsnia, especialment a l'altiplà de Glasinac, una cultura caracteritzada pel gran nombre de túmuls, rics en armes, relacionats amb els de Sèrbia.
També habitaven la zona, especialment al sud, els tracis, antic poble d'estirp indoeuropea. Eren sobretot ramaders, i foren molt preuats com a mercenaris pels grecs de l'època clàssica. Mai assoliren l'etapa urbana i la seua organització era feudal, amb base en la tribu.

Àrea aproximada de l'assentament de les tribus il·líries en l'antiguitat

Aquesta regió fou coneguda en l'antiguitat pels noms grecs 'Iλλυρία (Illyría) o Iλλυρίδα (Illyrída), i, després, pel llatí Illyria i també Illyricum.
En aquest marc aparegueren a finals del II mil·lenni ae (contra l'any 1000 ae) poblacions il·líries procedents del nord. Els il·liris (en grec ιλλυρόι, illyrói) eren una heterogènia coalició de tribus de les quals poc se sap. Se suposa que a un nombre indeterminat d'aquestes les unia una llengua il·líria comuna.
El fet que el territori hagués sofert invasions dels gals cap al 400 ae (que en deixà pocs vestigis) i el desconeixement dels autors clàssics, fa difícil precisar l'origen dels diferents grups. En general, es pot dir que Il·líria anava del Neretva (antic Naro) al Drina, i a l'est quedaven els tribal·lis. Aquesta descripció és conforme a diversos autors fins al s. II i especialment Estrabó i Tàcit.
Es considera els il·liris un poble indoeuropeu procedent del cercle de la cultura de Lusàcia. Originàriament vivien amb una organització tribal amb un cap electiu i un consell d'ancians, però constituïren més tard federacions i regnes més o menys efímers; al sud, més en relació amb la cultura grega, fundaren Epir, que es distingí de la veritable Il·líria.
Els il·liris s'imposaren als tracis i ocuparen les regions del nord-oest de la península Balcànica, des del Danubi fins al golf d'Ambràcia, i de l'Adriàtica als monts Saire. Les principals tribus n'eren les dels dàlmates, ardies, dàrdans, albans, taulantis, molosos, trespots, vènets, daurs i mesapis; aquestes tres darreres arribaven a l'est d'Itàlia.
El gran nombre de tribus independents obstaculitzà la formació d'un estat "nacional" fins a mitjan s. III ae, en què va aparèixer al sud del país un regne il·líric amb capital a Escodra (Escutari) i una altra federació de pobles amb seu a Delminium.
Progressivament hi arribaren colons grecs que originaren emporis com Epidaure i Apolònia (hui a Albània). Naturalment, la cultura grega està millor documentada a Macedònia i al llarg de les costes, però la seua influència es feu sentir també més a l'interior.

## Estats
Hi ha set estats en què els eslaus meridionals són la població principal:
- Bòsnia i Hercegovina (46% bosníacs, 37% serbis, 15% croats)
- Bulgària (85% búlgars)
- Croàcia (90% croats, 4% serbis)
- Eslovènia (83% eslovens, 2% serbis, 2% croats, 1% bosníacs)
- Sèrbia (83% serbis, 2% bosníacs, 1% iugoslaus, 1% croats, 1% montenegrins)
- Macedònia del Nord (65% macedonis ètnics, 2% serbis, 1% bosníacs)
- Montenegro (45% montenegrins, 29% serbis, 13% bosníacs i musulmans per nacionalitat, 1% croats)

A més, hi ha minories locals d'eslaus meridionals en estats veïns no eslaus com:
- Albània: búlgars, macedonis, serbis, montenegrins
- Àustria: croats, eslovens
- Grècia: parlants eslaus en la Macedònia grega, pomacs
- Hongria: croats, serbis, eslovens
- Itàlia: eslovens, croats
- Romania: croats, búlgars, serbis
- Turquia: bulgars, bosníacs